# Hude (Oldb)
Hude (Oldenburg) (ufficialmente Hude (Oldb)) è un comune di 15.814 abitanti della Bassa Sassonia, in Germania.
Appartiene al circondario (Landkreis) di Oldenburg (targa OL).